# Савет министара Републике Италије
Савет министара Републике Италије је главни орган који чине владу Италије, то је колегијално тело састављено од министара и председника Савета министара.

## Тренутни састав Савета министара (2016-)
| Функција                                         | Особа               | Особа | Странка             |
| ------------------------------------------------ | ------------------- | ----- | ------------------- |
| Председник Савета министара                      | Паоло Ђентилони     |       | Демократска партија |
| Државни секретар Савета министара                | Марија Елена Боски  |       | Демократска партија |
| Министарства                                     |                     |       |                     |
| Министар унутрашњих послова                      | Марко Минити        |       | Демократска партија |
| Министар спољних послова                         | Анђелино Алфано     |       | Нови десни центар   |
| Министар одбране                                 | Роберта Пиноти      |       | Демократска партија |
| Министар правде                                  | Андреа Орландо      |       | Демократска партија |
| Министар економије и финансија                   | Пјер Карло Падоан   |       | Независни           |
| Министар привредног развоја                      | Карло Календа       |       | Демократска партија |
| Министар инфраструктрура и транспорта            | Грациано Делрио     |       | Демократска партија |
| Министар пољопривреде, прехране и шумарства      | Маурицио Мартина    |       | Демократска партија |
| Министар образовања, универизитета и науке       | Валерија Федели     |       | Демократска партија |
| Министар рада и социјалне политике               | Ђулијано Полети     |       | Независни           |
| Министар природе и заштите земље и мора          | Ђан Лука Галети     |       | Центристи           |
| Министар културних добара и активности и туризма | Дарио Франческини   |       | Демократска партија |
| Министар здравља                                 | Беатриче Лоренцин   |       | Нови десни центар   |
| Министартства без портфеља                       |                     |       |                     |
| Министар за односе с Парламентом                 | Ана Финокиаро       |       | Демократска партија |
| Министар за поједностављење државне управе       | Маријана Мадиа      |       | Демократска партија |
| Министар регионалних послова                     | Енрико Коста        |       | Нови десни центар   |
| Министар за територијалну кохезију и Југ         | Клаудио Де Винченти |       | Демократска партија |
| Министар спорта                                  | Лука Лоти           |       | Демократска партија |